# Kočerin
Kočerin (en cyrillique : Кочерин) est un village de Bosnie-Herzégovine. Il est situé sur le territoire de la ville de Široki Brijeg, dans le canton de l'Herzégovine de l'Ouest et dans la fédération de Bosnie-et-Herzégovine. Selon les premiers résultats du recensement bosnien de 2013, il compte 1 204 habitants.

## Démographie

### Évolution historique de la population dans la localité
| 1948 | 1953 | 1961  | 1971  | 1981  | 1991  | 2013  |
| ---- | ---- | ----- | ----- | ----- | ----- | ----- |
| -    | -    | 2 229 | 2 536 | 2 324 | 1 143 | 1 204 |

|  |

### Communauté locale
En 1991, la communauté locale de Kočerin comptait 2 813 habitants, dont 2 796 Croates (99,40 %).